# DreamBooth

Demostración del uso de DreamBooth para ajustar el modelo de difusión Stable Diffusion v1.5, utilizando datos de entrenamiento obtenidos de Categoría:Jimmy Wales en Wikimedia Commons. Aquí se muestran imágenes generadas algorítmicamente de Jimmy Wales, cofundador de Wikipedia, realizando ejercicios de press de banca en un gimnasio.

DreamBooth es un modelo de generación de aprendizaje profundo que se utiliza para personalizar modelos de texto a imagen existentes mediante ajustes. Fue desarrollado por investigadores de Google Research y la Universidad de Boston en 2022. Desarrolladas originalmente utilizando el modelo de texto a imagen Imagen de Google, las implementaciones de DreamBooth se pueden aplicar a otros modelos de texto a imagen, donde pueden permitir que el modelo genere resultados más ajustados y personalizados después del entrenamiento en tres a cinco imágenes de un sujeto.

## Tecnología
Los modelos de difusión de texto a imagen previamente entrenados, aunque a menudo son capaces de ofrecer una amplia gama de diferentes tipos de salida de imágenes, carecen de la especificidad necesaria para generar imágenes de sujetos menos conocidos y tienen una capacidad limitada para representar sujetos conocidos en diferentes situaciones y situaciones. contextos. La metodología utilizada para ejecutar implementaciones de DreamBooth implica el ajuste del componente UNet completo del modelo de difusión utilizando unas pocas imágenes (normalmente de 3 a 5) que representan un tema específico. Las imágenes se combinan con mensajes de texto que contienen el nombre de la clase a la que pertenece el sujeto, además de un identificador único. Como ejemplo, a photograph of a [Nissan R34 GTR] car, siendo car la clase); Se aplica una pérdida de preservación previa específica de la clase para alentar al modelo a generar diversas instancias del tema en función de lo que el modelo ya está entrenado para la clase original. Se utilizan pares de imágenes de baja y alta resolución tomadas del conjunto de imágenes de entrada para ajustar los componentes de superresolución, lo que permite mantener los detalles minuciosos del sujeto.

## Utilización
DreamBooth se puede utilizar para ajustar modelos como Stable Diffusion, donde puede aliviar una deficiencia común de Stable Diffusion al no poder generar adecuadamente imágenes de personas individuales específicas. Sin embargo, este caso de uso requiere bastante VRAM y, por lo tanto, tiene un costo prohibitivo para los usuarios aficionados. La adaptación de Stable Diffusion de DreamBooth en particular se lanza como un proyecto gratuito y de código abierto basado en la tecnología descrita en el artículo original publicado por Ruiz et. Alabama. en 2022. Han surgido preocupaciones con respecto a la capacidad de los malos actores de utilizar DreamBooth para generar imágenes engañosas con fines maliciosos, y que su naturaleza de código abierto permite que cualquiera utilice o incluso realice mejoras en la tecnología. Además, los artistas han expresado su aprensión con respecto a la ética del uso de DreamBooth para entrenar puntos de control de modelos que están específicamente destinados a imitar estilos artísticos específicos asociados con artistas humanos; Una de esas críticas es Hollie Mengert, ilustradora de Disney y Penguin Random House, cuyo estilo artístico se transformó en un modelo de punto de control a través de DreamBooth y se compartió en línea, sin su consentimiento.